# Severino de Colônia

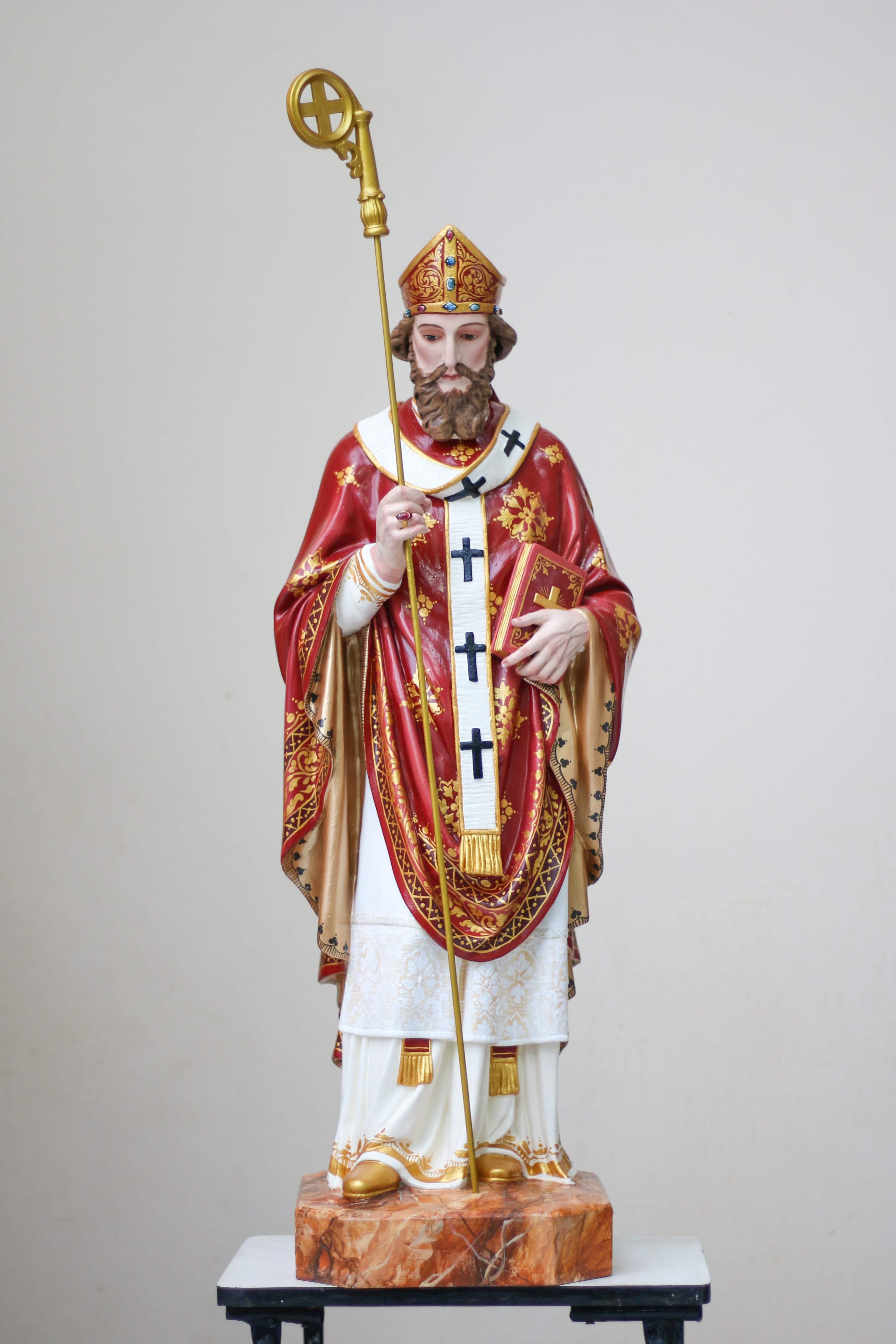

São Severino Bispo nasceu provavelmente em Bordeaux, hoje situado na França. Lá ficou conhecido como Homem de Deus. Ele era contemporâneo de São Martinho de Tours (+ 397) e foi o terceiro bispo da comunidade cristã de Colônia, no final do século IV.   Alguns fatos históricos a seu respeito foram preservados.    Ele foi bispo em Colônia quando a cidade foi ameaçada pelas expedições dos Francos.     Severino sucedeu o bispo Euphrates, porque este seguiu o arianismo.    Os bispos organizaram na França um concílio, afastaram Euphrates e nomearam Severino como Bispo de Colônia, conhecido por causa de suas virtudes.

## Milagres atribuídos e lendas
Existem muitos milagres atribuídos ao Bispo Severino, dentre os quais alguns são tidos apenas como lendas, visto que, não se encontra registro escrito de determinados fatos.    Conta-se que certo dia São Severino havia escutado vozes celestes, que lhe anunciaram que São Martinho tinha acabado de morrer e tinha sido acolhido no céu. Severino teria perguntado a seu arquidiácono se ele tinha escutado as vozes, mas este não tinha percebido nada.   Os dois passaram uma noite em vigília diante do altar e de novo Severino teria escutado as vozes.    Pela segunda vez peguntou ao seu arquidiácono se tinha escutado alguma coisa.     Agora confirmou o som das vozes, mas ele não conseguiu distinguir as palavras.    Em seguida, Severino traduziu a mensagem celeste: "Meu senhor, Martinho partiu deste mundo e foi acolhido com alegria no coro das multidões celestes, porque satanás não conseguiu seduzi-lo. Depois foi descoberto que Martinho faleceu exatamente no dia da mensagem celeste.  Foi o dia 8 de novembro de 397.
Conta-se também que havia um santo eremita anônimo, que somente possuía um prato de madeira e na sua oração, ele perguntou com quem ele partilharia depois de sua morte, a glória celeste. A resposta foi: "Com o santo bispo de Colônia, Severino".   O eremita perguntou se ele poderia ter uma visão deste bispo. Isso lhe foi permitido. Neste exato momento o bispo estava participando de um copioso banquete.   O eremita ficou profundamente decepcionado e o criticou,  dizendo que o bispo luxava demais.   Um anjo interveio e fez o monge ver que ele era mais apegado a seu prato de madeira do que o santo bispo aos seus bens.

## Morte
Severino foi nomeado bispo de Bordeaux.   Nesta cidade ele chegou a falecer (20 de outubro 420?) e no seu túmulo veio a acontecer muitos milagres e curas.   Com o tempo o povo esqueceu de suas intervenções milagrosas e aí veio o desastre: 3 anos de seca em Colônia.   O povo se lamentava e perguntou pelo "porquê" deste castigo de Deus. Novamente o anjo interveio e disse: "Vocês não tem o seu Pastor e Bispo com vocês e agora vocês perguntam por que estão sendo castigados?"   O povo de Colônia entendeu a mensagem e mandaram mensageiros para Bordeaux e este voltaram com as relíquias de Severino e a seca terminou.   Seus restos mortais foram depositados na Igreja dos santos Cornélio e Cipriano.   No final do século VIII sua igreja ficou conhecida como São Severino.
No Brasil São Severino Bispo não é muito conhecido, mas é venerado no município de Nova Floresta-PB, onde foi fundada a Paróquia São Severino Bispo em 22 de outubro de 2010 por Dom Jaime Vieira Rocha.   O dia de São Severino Bispo em Nova Floresta é comemorado em 20 de Outubro.
Igualmente, São Severino Bispo tornou-se o padroeiro do município de Cubati-PB em 1912, denominando a 1ª capela que fora construída em 1911 e sua festa acontece em torno do dia 08 de novembro, data em que a imagem do referido santo chegou ao citado município, tendo sido doada pelo senhor Manoel Maria de Barros, escravo alforreado.   Em Cubati - PB, a criação da Paroquia de São Severino Bispo e São Vicente Férrer deu-se em 18/12/2016, pelo então bispo diocesano de Campina Grande - PB, Dom Frei Manoel Delson Pedreira da Cruz.